# Christian Freeling
Christian Freeling (* 1. Februar 1947 in Enschede) ist ein niederländischer Spieleautor.
Neben seiner Arbeit als Mathematiklehrer begann Freeling, sich mit Spielen und deren Regeln zu beschäftigen. Dabei ging es ihm weniger darum, neuartige Spiele zu erschaffen, als Regeln erprobter Spiele zu bearbeiten und zu verbessern.
Sein bekanntestes Spiel ist das Verbindungsspiel Havannah, das bei Ravensburger erschien und sowohl 1981 als auch 1982 in die Auswahlliste zum Spiel des Jahres genommen wurde. Das Spiel Grand Chess (auch Großschach) stellt eine Bearbeitung einer von dem Weltmeister Capablanca erfundenen Schachvariante dar. Freelings Version brachte es bei chessvariants.com zum Status einer anerkannten Variante (recognized variant), etwas, das nur etwa 25 von vielen tausenden geschafft haben.
Unter den Spielen, die Freeling entwickelt hat, befinden sich Emergo (zusammen mit Ed van Zon), eine Weiterentwicklung des Spieles Laska – einer von dem Schachweltmeister Lasker stammenden Damevariante – und Dameo, ebenfalls eine Variante des Damespiels. Freelings Sohn Demian erfand im Alter von sieben Jahren die Schachvariante Congo, die auf dem Titelbild von David Pritchards Buch The Encyclopedia of Chess Variants gezeigt wird.
Neben seiner Beschäftigung als Spieleautor widmet sich Freeling der Zucht von Marderhunden.